# Rochoso e Monte Margarida
Rochoso e Monte Margarida (oficialmente, União de Freguesias de Rochoso e Monte Margarida ) é uma freguesia portuguesa do município da Guarda, com 23,66 km² de área e 211 habitantes (censo de 2021). A sua densidade populacional é 8,9 hab./km².
Rochoso tem ainda como anexos os lugares de Espinhal e Pombal Pousadinhas.
Foi criada aquando da reorganização administrativa de 2012/2013, resultando da agregação das antigas freguesias de Rochoso e Monte Margarida e tem a sede em Rochoso.

## População agregada
Por idades em 2001, 2011 e 2021					
				
| Totais e grupos etários | Totais e grupos etários | Totais e grupos etários | Totais e grupos etários | Totais e grupos etários | Totais e grupos etários | Totais e grupos etários | Totais e grupos etários | Totais e grupos etários | Totais e grupos etários | Totais e grupos etários | Totais e grupos etários | Totais e grupos etários | Totais e grupos etários | Totais e grupos etários | Totais e grupos etários | Totais e grupos etários |
| ----------------------- | ----------------------- | ----------------------- | ----------------------- | ----------------------- | ----------------------- | ----------------------- | ----------------------- | ----------------------- | ----------------------- | ----------------------- | ----------------------- | ----------------------- | ----------------------- | ----------------------- | ----------------------- | ----------------------- |
|                         | 1864                    | 1878                    | 1890                    | 1900                    | 1911                    | 1920                    | 1930                    | 1940                    | 1950                    | 1960                    | 1970                    | 1981                    | 1991                    | 2001                    | 2011                    | 2021                    |
| Total                   | 932                     | 1060                    | 1106                    | 1141                    | 1157                    | 1109                    | 1065                    | 1256                    | 1402                    | 1413                    | 870                     | 672                     | 531                     | 387                     | 300                     | 211                     |

| 0-14 anos      | 15-24 anos    | 25-64 anos      | 65 e + anos       |
| 61 \| 20 \| 11 | 35 \| 19 \| 4 | 126 \| 98 \| 50 | 165 \| 163 \| 146 |
| -67% \| -45%   | -46% \| -79%  | -22% \| -49%    | -1% \| -10%       |

À data da junção das freguesias, a população registada no censo anterior foi:
| Freguesia atual                                  | Freguesia atual | Freguesia atual | Freguesias antigas | Freguesias antigas | Freguesias antigas |
| Freguesia                                        | Populaçã (2011) | Área (km²)      | Freguesia          | População (2011)   | Área (km²)         |
| ------------------------------------------------ | --------------- | --------------- | ------------------ | ------------------ | ------------------ |
| União de Freguesias de Rochoso e Monte Margarida | 300             | 23,66           | Rochoso            | 264                | 19,21              |
| União de Freguesias de Rochoso e Monte Margarida | 300             | 23,66           | Monte Margarida    | 36                 | 4,45               |